# Porrena

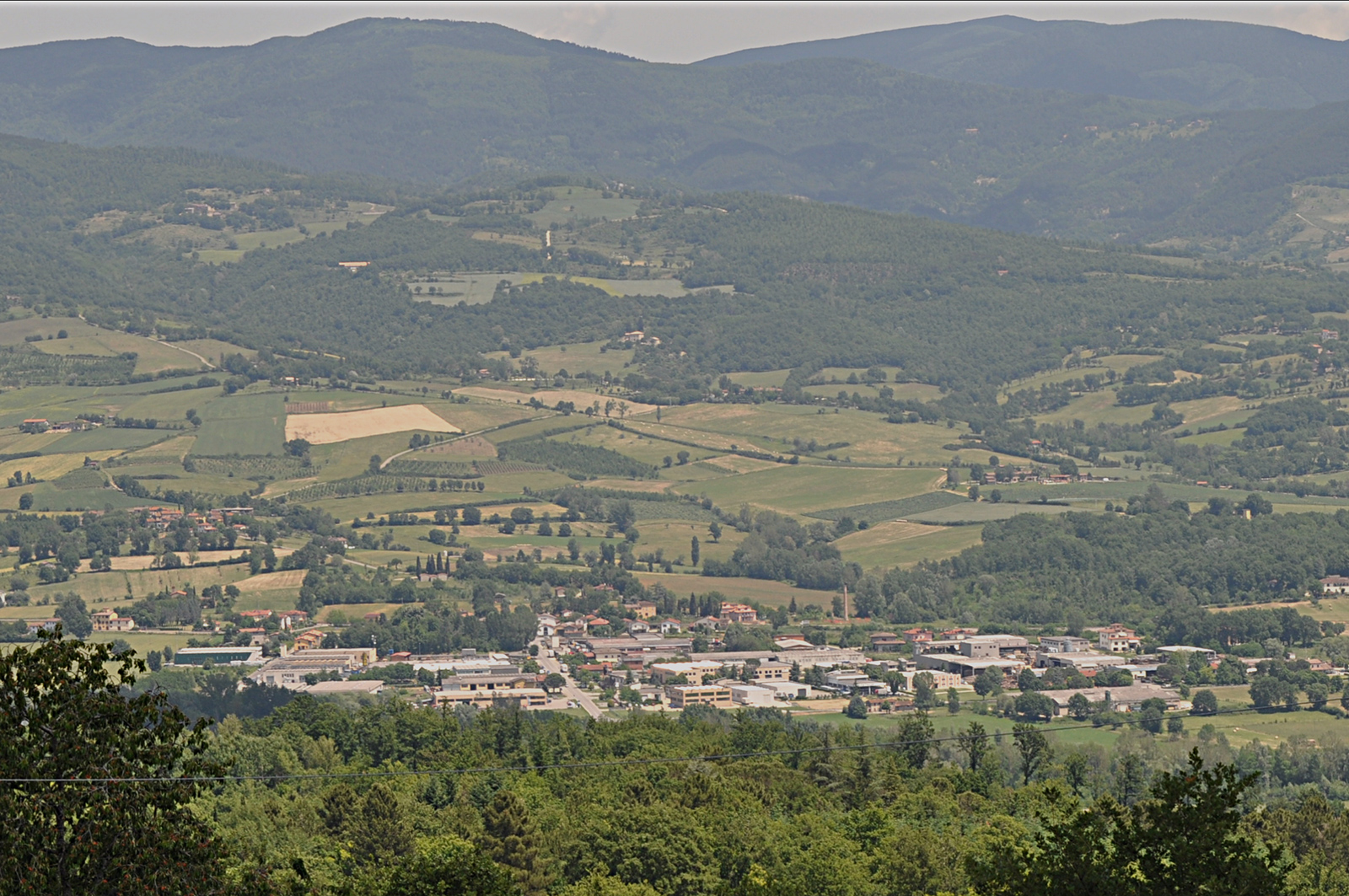
Panorama

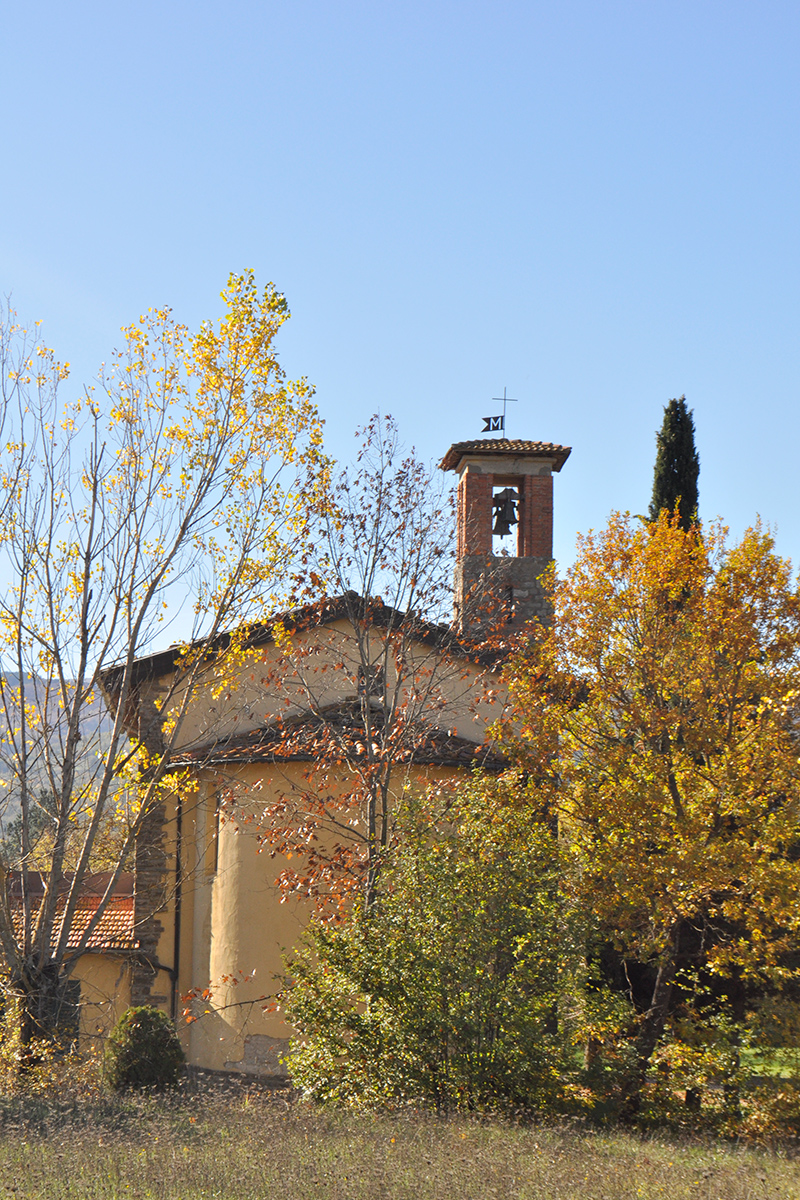
Chiesa di S.Maria a Porrena

Porrena è una frazione del comune di Poppi, situata nell'alta valle del Casentino, nella Piana di Campaldino. La frazione dista circa 4 chilometri da Poppi e ne rappresenta l'area produttiva, artigianale e industriale.

## Storia
Il toponimo rivela la sua lontana origine etrusca, alcuni reperti archeologici confermano l’antichissimo insediamento. Nelle campagne casentinesi si sviluppò una diversa forma di popolamento, organizzata in piccoli villaggi retti da un’oligarchia di capi guerrieri la cui ricchezza è testimoniata da quella dei corredi delle loro sepolture: numerose sono le notizie di rinvenimenti ottocenteschi di sepolture etrusche dai ricchi corredi. Il fondovalle della riva destra si restringe dopo la piana di Campaldino e inoltre, nella zona pianeggiante della sponda sinistra dell’Arno (comunque più spaziosa e priva di accentuati dislivelli), si trovano delle sepolture di Certomondo e di Porrena. (G.A.C., Nuovi contributi cit., pp. 69, 71). Il punto di riferimento di questa serie di villaggi divennero i santuari rurali, i quali si collocano anch'essi lungo le strade principali della valle, ben rappresentati in Casentino da Socana e dal Lago degli Idoli, ma anche dalla stipe votiva di Taena, nel comune di Chitignano, probabilmente legata al culto di acque medicamentose. 
Nel medioevo, il luogo si trova ricordato in un documento del 1187, dove si parla di una donazione di terre “site nel territorio di Porrena” alla Badia di Strumi presso Poppi. Il Regesto Camaldolese lo cita nell'anno 1168 sotto il nome di “Porrina”. Furono signori di questa località i Conti Guidi di Battifolle: nel 1247 l’Imperatore Federigo II riconobbe e confermò con diploma la loro signoria: nel documento la località è chiamata “Potrena”.  
Nel secolo XIII esistevano a Porrena due chiese: Santa Maria e Sant'Andrea,  ambedue di patronato della Badia di Strumi, riunite dal procuratore dell’Arcivescovo di Firenze ed abate commendatario di detta Badia con decreto in data 25 dicembre 1416.  Della chiesa di Sant'Andrea non rimangono tracce né abbiamo notizie. 
La vecchia chiesa di Santa Maria fu ricostruita nel 1890 in sostituzione di quella precedente, minacciante rovina fin dal 1874. Questa aveva la parte absidale rivolta verso l’oriente, nel rifacimento, la pianta dell’edificio fu capovolta. Durante il passaggio della Seconda Guerra mondiale (1944) l’edificio venne completamente distrutto in seguito agli eventi bellici. La nuova chiesa è stata ricostruita nel 1957 in località diversa, dove si trova attualmente, col finanziamento del Genio Civile. Il progetto è dell’ingegnere M. Focacci.
Sull'attuale campanile sono state collocate le antiche campane della Chiesa distrutta.

## Monumenti e luoghi di interesse

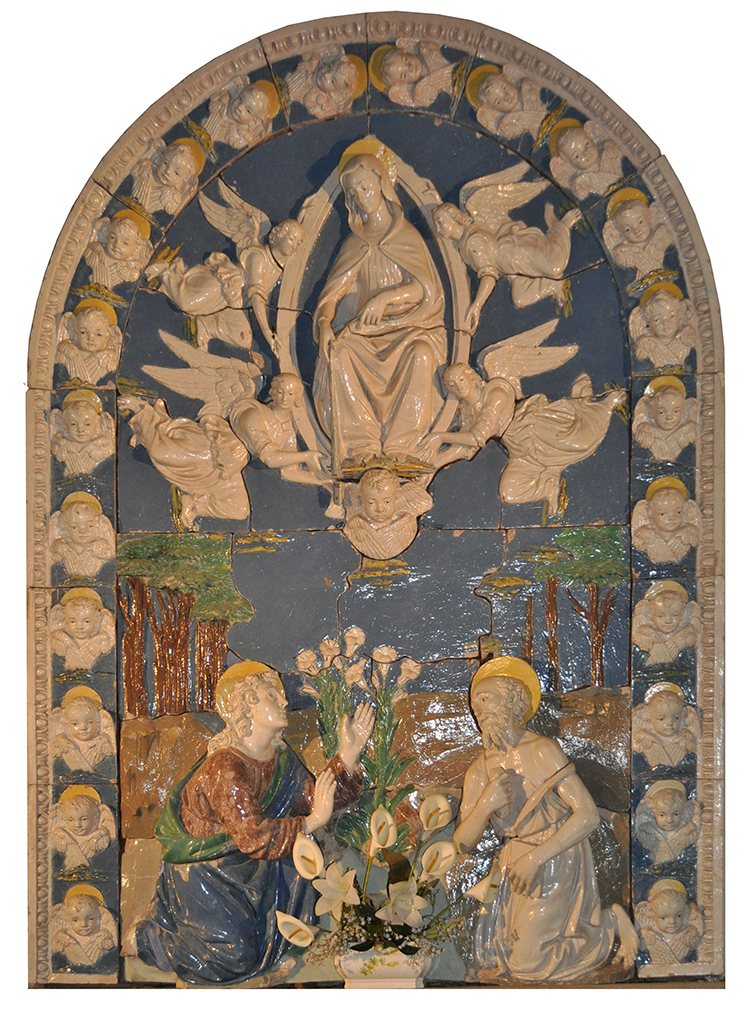
Madonna della Cintola, Santi Buglioni (sec. XVI)

Nell'abside della chiesa è presente una terracotta in smalto bianco e azzurro rappresentante l'Assunzione della Vergine al cielo, detta Madonna della Cintola, e la cui fattura è attribuita a Santi Buglioni, artista affine alla scuola fiorentina di Luca Della Robbia, del terzo decennio del XVI secolo. Al centro in alto, la Vergine sale al cielo, in atteggiamento assorto, sorretta e guidata da quattro Angeli festanti e da un Cherubino sotto i piedi. In basso, al centro, un mazzo di gigli con ai lati San Tommaso (a sinistra) a smalto bicolore, nell'atto di ricevere la cintola, e San Gerolamo (a destra) in smalto bianco, che si percuote il petto con una pietra, ambedue genuflessi. Al centro, tra i due Santi, un mazzo di gigli fiorisce dal sarcofago vuoto. È una composizione con poche figure ma molto ben disegnate e aggraziate, racchiuse dentro una grande cornice con testine di cherubini. Il quadro riproduce in grande le stesse figure che si trovano in piccolo nell'Assunzione presente nel salone del Castello dei Conti Guidi (Poppi). L'opera è attribuita a Santi di Michele chiamato Buglioni (1494-1576) dal nome del suo maestro Benedetto Buglioni (1459-1521), continuatori dell'arte dei Della Robbia. 
Il bassorilievo ha subito spostamenti diversi: fino al 1854 rimase al suo posto originario, nella vecchia Chiesa. Nel 1854 fu scomposto per essere collocato più in alto, dietro l'altare maggiore. Quando fu ricostruita la Chiesa -avendo ceduto la vecchia- fu smontato e ricomposto nella nuova parete, dietro l'altare. Nel 1945, dopo il passaggio della guerra, ebbero inizio i lavori per la costruzione della Chiesa attuale ed il bassorilievo fu destinato al centro dell'abside, in alto, dietro l'altare maggiore. Durante i due primi trasferimenti, la terracotta subì danni notevoli: nella parte inferiore andò rotto e disperso il sepolcro della Vergine, sostituito poi da un vaso di fiori in gesso colorato.